# Vester Sottrup
Vester Sottrup – miasto w Danii, w regionie Dania Południowa, w gminie Sønderborg.